# Matija Nastasić
Matija Nastasić (serbiska: Матија Настасић), född 28 mars 1993 i Valjevo i Förbundsrepubliken Jugoslavien (nuvarande Serbien), är en serbisk fotbollsspelare (mittback) som spelar för Mallorca och det serbiska landslaget. 

## Klubbkarriär

### Manchester City
Nastasić skrev på ett femårskontrakt som gäller fram till den 30 juni 2017 med Manchester City. Han gjorde sin debut för klubben den 18 september 2012, när han spelade från start i en bortamatch i Champions League mot Real Madrid på Santiago Bernabéu Stadium. Han gjorde sin debut i Premier League den 29 september i en 2–1-vinst över Fulham.

### Återkomst i Fiorentina
Den 21 augusti 2021 blev Nastasić klar för en återkomst i Fiorentina.

### Mallorca
Den 1 september 2022 värvades Nastasić av spanska Mallorca, där han skrev på ett ettårskontrakt med option på ytterligare ett år.